# Rezolucija Vijeća sigurnosti UN-a 820
Rezolucijom Vijeća sigurnosti UN-a 820, usvojenom 17. travnja 1993., nakon reafirmacije svih prethodnih rezolucija na temu trajnog mirovnog rješenja u Bosni i Hercegovini i regiji, Vijeće je raspravljalo o mirovnom planu za Bosnu i Hercegovinu i sveobuhvatnim koracima za osiguranje njezina implementacija.

## Sadržaj
Vijeće je ponovno potvrdilo da je praksa etničkog čišćenja neprihvatljiva i da sve raseljene osobe trebaju biti vraćene svojim domovima. Navelo je Rezoluciju 808 (1993.) u kojoj su potvrđeni prijedlozi za osnivanje međunarodnog suda, dodatno izražavajući zabrinutost zbog stanja žrtava sukoba.
Rezolucija je potvrdila mirovni plan za Bosnu i Hercegovinu i njegovo prihvaćanje od strane dviju bosanskohercegovačkih strana, ali je izražena zabrinutost zbog odbijanja Sporazuma o prijelaznim aranžmanima od strane bosanskih Srba. Od svih je strana zatraženo da poštuju prekid vatre i ne sudjeluju u daljnjim neprijateljstvima, poštujući pravo Zaštitnih snaga Ujedinjenih naroda (UNPROFOR) i međunarodnih humanitarnih agencija da imaju nesmetan pristup cijeloj zemlji i osiguraju sigurnost svog osoblja. Osuđeno je kršenje međunarodnog humanitarnog prava, posebice etničko čišćenje te pritvaranje i silovanje žena. Sve izjave date pod prisilom proglašene su ništavnim i navedeno da sve prognane osobe imaju pravo na povratak kući.
Vijeće sigurnosti objavilo je svoju namjeru pomoći u provedbi mirovnog plana i zatražilo od glavnog tajnika Butrosa Butros-Galija da izvijesti s detaljnim prijedlozima uključujući učinkovitu kontrolu teškog naoružanja u roku od 9 dana od usvajanja trenutne rezolucije, tražeći od država članica da surađivati s njim.
Rezolucija 820 usvojena je s 13 glasova za, nijednim i dva suzdržana iz Kine i Rusije.

## Sankcije
Vijeće je, djelujući prema Poglavlju VII Povelje Ujedinjenih naroda, tada odlučilo da se dolje navedene mjere trebaju provesti u roku od devet dana osim ako bosanski Srbi ne potpišu mirovni plan i prestanu s napadima, napominjući da će, ako se nastave, mjere stupiti na snagu odmah. Mjere su uključivale:
1. uvoz, izvoz i prekrcaj kroz zaštićena područja i područja pod kontrolom bosanskih Srba dopuštale bi samo vlade Hrvatske ili Bosne i Hercegovine, isključujući humanitarnu pomoć;
2. sve bi države trebale, u provedbi rezolucija 757 (1992.), 760 (1992.), 787 (1992.) i sadašnje rezolucije, poduzeti korake za sprječavanje preusmjeravanja roba i proizvoda namijenjenih drugim mjestima, u Saveznu Republiku Jugoslaviju (Srbiju i Crnu Goru );
3. zahtijeva punu suradnju s UNPROFOR-om s imigracijskim i carinskim nadzornim funkcijama izvedenim u 769 (1992.);
4. svu plovidbu Dunavom morao je odobriti odbor osnovan 724. (1991.);
5. spriječiti brodove u vlasništvu ili pod kontrolom Savezne Republike Jugoslavije, ili one koji krše rezolucije Vijeća sigurnosti, da prođu kroz riječna postrojenja;
6. zemlje na obalama Dunava odgovorne su za osiguranje da je plovidba u skladu s prethodnim rezolucijama;
7. važnost poduzetih mjera i sva kršenja moraju se prijaviti i po potrebi izreći kazne;
8. države koje drže sredstva iz Savezne Republike Jugoslavije (Srbije i Crne Gore) trebaju ih zamrznuti;
9. zabranjuje prijevoz svih roba i proizvoda preko kopnenih granica ili u ili iz luka Savezne Republike Jugoslavije, isključujući medicinske i prehrambene potrepštine, humanitarnu pomoć i one koje odobri povjerenstvo;
10. države koje su susjedne Saveznoj Republici Jugoslaviji trebale bi spriječiti prolaz svih teretnih vozila i željezničkih vozila u Saveznu Republiku Jugoslaviju ili iz nje, osim u ograničenom broju prijelaza koje odobri odbor;
11. sva plovila, vozila i zrakoplovi za koje se sumnja da su prekršili rezolucije do istrage trebali su biti zadržani, a troškovi su prebačeni na vlasnike;
12. zabraniti pružanje usluga, osim telekomunikacijskih, poštanskih ili pravnih usluga ;
13. zabranjena je sva komercijalna plovidba u teritorijalnim vodama Srbije i Crne Gore.

Vijeće je potvrdilo da se gore navedene mjere ne odnose na UNPROFOR, Međunarodnu konferenciju o bivšoj Jugoslaviji i Promatračku misiju Europske zajednice. Također je najavio svoju pozornost da će mjere biti ponovno razmotrene kada strana bosanskih Srba bude surađivala u dobroj vjeri s mirovnim planom Ujedinjenih naroda.

## Vanjske poveznice
| Wikizvor | Engleski Wikizvor ima izvorni tekst na temu: United Nations Security Council Resolution 820 |

- Text of the Resolution at undocs.org